# Hari Lualhati
Hari Lualhati (Rizal, Filipinas, 12 de fevereiro de 1985) é uma pintora filipina, residente na Cidade do Cabo, África do Sul.
Em 2006, ela se graduou em Belas Artes pela Universidade das Filipinas, Diliman. Desde lá, vem construindo uma grande carreira internacional, com diversos prêmios e exposições ao redor do mundo. Hari costuma pintar a figura humana em complementariedade aos animais e natureza, compondo quadros de elevado poder poético.
1. ↑  Art, Saatchi. «Hari Lualhati». Saatchi Art. Consultado em 28 de dezembro de 2020
2. ↑  Moire, Art. «HARI LUALHATI "I paint with my heart. For me, a painting is successful if it can deliver the message that it's supposed to give by touching the heart of people"». ARTMOIRE. Consultado em 28 de dezembro de 2020
3. ↑  MELIAN, Javier. «Painting with an untamed heart - Hari Lualhati interview». Chromart. Consultado em 28 de dezembro de 2020
4. ↑  Observation, Drawing from (9 de dezembro de 2019). «Interview: Hari Lualhati». drawingclasses. Consultado em 20 de dezembro de 2020
5. ↑  Youth, Times of. «Hari Lualhati - Interview». The Times of Youth. Consultado em 28 de dezembro de 2020
6. ↑  JEFFERSON, Douglas. ENTREVISTA com Hari Lualhati, artista plástica filipina (28 de setembro de 2019). Disponível em: mocaepoesia.blogspot.com/2019/09/entrevista-com-hari-lualhati-artista.html